# Poeciloneta bellona
Espèce
Poeciloneta bellona est une espèce d'araignées aranéomorphes de la famille des Linyphiidae.

## Distribution
Cette espèce est endémique des États-Unis. Elle se rencontre en Utah et au Colorado.

## Description
Les mâles mesurent de 2,40 à 2,90 mm et les femelles de 2,40 à 2,90 mm.

## Publication originale
- Chamberlin & Ivie, 1943 : New genera and species of North American linyphiid spiders. Bulletin of the University of Utah, vol. 33, no 10, p. 1-39.